# Лихтенштейн на Универсиадах
Лихтенштейн принимает участие в Универсиадах начиная с летней Универсиады 1965 года в Будапештее. На зимних Универсиадах спортивная делегация Лихтенштейна участвует начиная с Универсиады 1975 года в Ливиньо.
На настоящее время спортсмены Лихтенштейна на всех Универсиадах завоевали в сумме 2 медали, из них ни одной золотой, все медали завоёваны на зимних Универсиадах.

## Медальный зачёт
По состоянию на настоящий момент (после летней Универсиады 2021 и зимней Универсиады 2023).

### Медали на зимних Универсиадах
| Универсиады          | Золото               | Серебро              | Бронза               | Всего                | Место                |
| -------------------- | -------------------- | -------------------- | -------------------- | -------------------- | -------------------- |
| 1975 Ливиньо         | 0                    | 0                    | 1                    | 1                    | 8                    |
| 1978 Шпиндлерув-Млин | 0                    | 0                    | 0                    | 0                    | —                    |
| 1981 Хака            | 0                    | 0                    | 0                    | 0                    | —                    |
| 1983 София           | 0                    | 0                    | 0                    | 0                    | —                    |
| 1985—1991            | не участвовали       | не участвовали       | не участвовали       | не участвовали       | не участвовали       |
| 1993 Закопане        | 0                    | 0                    | 0                    | 0                    | —                    |
| 1995—2003            | не участвовали       | не участвовали       | не участвовали       | не участвовали       | не участвовали       |
| 2005 Инсбрук         | 0                    | 0                    | 0                    | 0                    | —                    |
| 2007 Турин           | 0                    | 0                    | 1                    | 1                    | 22                   |
| 2009—2017            | не участвовали       | не участвовали       | не участвовали       | не участвовали       | не участвовали       |
| 2019 Красноярск      | 0                    | 0                    | 0                    | 0                    | —                    |
| 2021                 | Универсиада отменена | Универсиада отменена | Универсиада отменена | Универсиада отменена | Универсиада отменена |
| 2023 Лейк-Плэсид     | не участвовали       | не участвовали       | не участвовали       | не участвовали       | не участвовали       |
| Всего                | 0                    | 0                    | 2                    | 2                    |                      |